# Säule in der Brandung

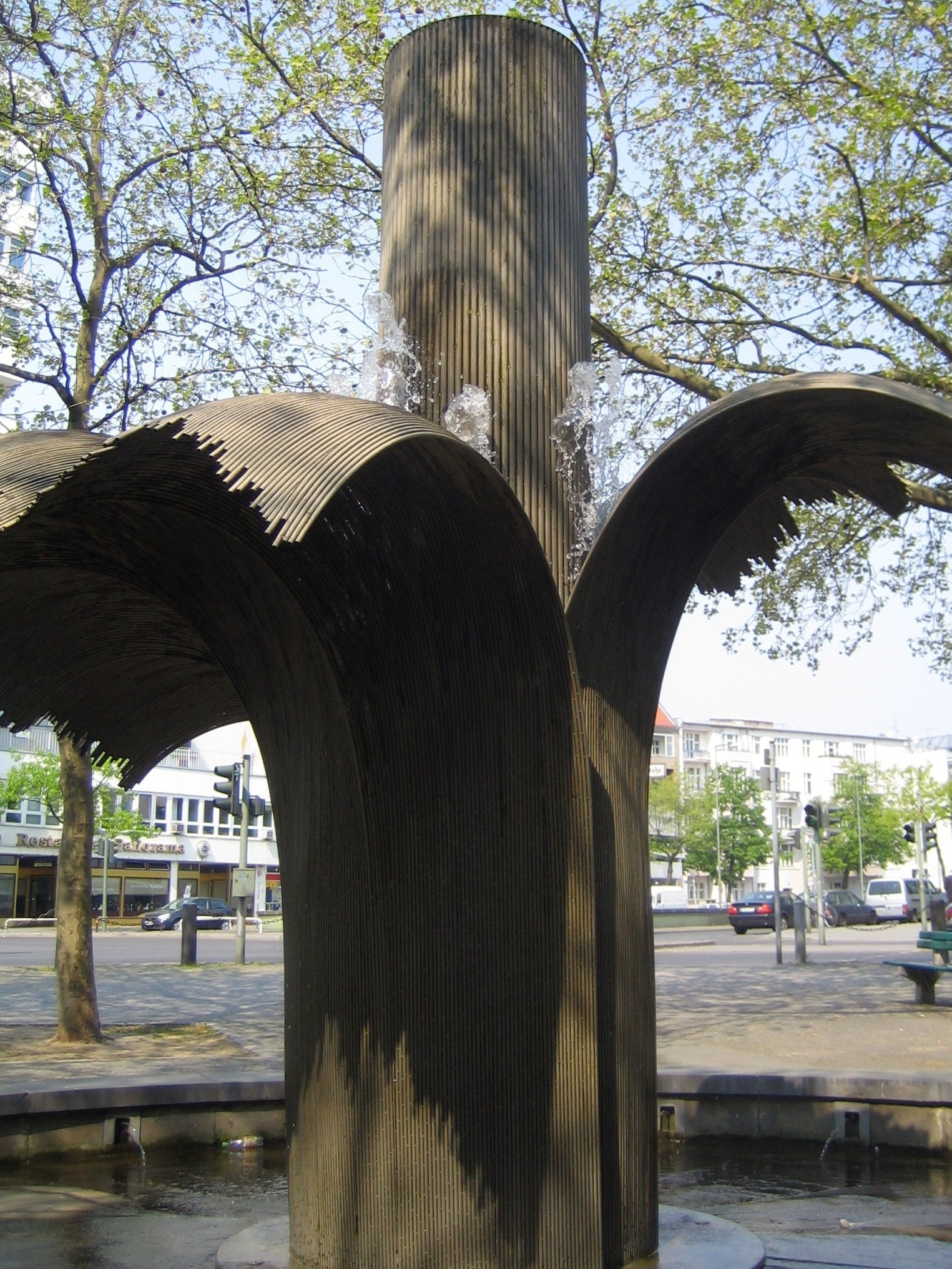
Säule in der Brandung am Adenauerplatz in Berlin

Die Säule in der Brandung ist eine Brunnenskulptur auf dem Adenauerplatz im Berliner Bezirk Charlottenburg-Wilmersdorf.

## Beschreibung
Die Brunnenskulptur besteht aus Chromnickelstahl und steht auf einem flachen Rundbecken aus Stein. Die Skulptur, bestehend aus einer 4 Meter hohen Säule wird von verschweißten Metallröhren ummantelt, die etwa auf halber Höhe wie eine Blüte auseinandergehen. Zwischen Säule und Rohren tritt Wasser aus. Sie wurde von dem Bildhauer-Ehepaar Matschinsky-Denninghoff entworfen und steht auf dem Adenauerplatz seit dem 22. Mai 1974.